# 신라쌍분
신라쌍분(新羅雙墳)은 신라 고분의 하나이다. 일명 신라 경주 98호 고분. 경주시(慶州市) 황남동(皇南洞) 소재. 1974년에 발굴. 이 고분은 두 개의 봉분(封墳)을 가지고 있는 소위 표형분(表型墳)으로서 신라 고분 중에서 가장 크고 아름다운 것이다. 이 쌍분은 조사 결과 남쪽 것이 먼저 이루어진 얼마 뒤에 남분의 북쪽 봉분 벽에 걸쳐 기대어 북분의 봉분을 쌓아올렸다는 사실과 남·북분에는 각기 한 사람씩 매장되어 있음을 알게 되었다. 따라서 이 남·북분 주인끼리의 사이가 부부였으리라는 설을 내세우게도 되었다. 특히 먼저 발굴된 북분에서는 태환식(太環式)으로 된 수많은 금귀걸이와 귀고리 모양의 수식류(垂飾類) 들이 두부(頭部)는 물론 허리 부위, 발 부위에까지 몇 벌씩 겹쳐 있고 또 ‘부인대(夫人帶)’라는 각명(刻銘)이 있어서 이것이 아마도 여성의 묘였으리라는 인상을 준다. 또 남분의 경우는 칠기(漆器)에 ‘마랑(馬朗)’이라는 명문(銘文)과 무기(武器) 무구류(武具類) 등이 부장(副葬)되어 있었다는 점 등으로 미루어 남성의 묘였으리라는 인상을 짙게 해 주었다.이 남·북분이 부부묘였을 경우 시대차는 멀어도 불과 수십 년일 것임이 분명하며, 남북분의 공통적으로 이채로운 출토품은 유리제품이었다. 이들 유리 제품은 이제까지 신라 고분에서 출토된 어느 경우보다도 다양하고 풍부했으며, 이러한 유리 제품은 신라의 요예기술(窯藝技術)의 다양한 전개를 뜻한다. 또 북분 출토의 중국육조흑유소병(中國六朝黑釉小甁)은 5세기 초를 더 내려오지 않는 것으로 추정되고 있다. 